# 菲尼斯特雷岭
菲尼斯特雷岭（Finisterre Range）是巴布亚新几内亚东北部的一座山脉，大致在5°48′S 146°06′E / 5.8°S 146.1°E附近。山脉的最高峰没有命名，位于5°57′15″S 146°22′30″E / 5.95417°S 146.37500°E。大多数地方认为最高峰海拔4,175米，但SRTM数据显示该峰海拔4,120米。
第二次世界大战的菲尼斯特雷岭战役（1943年-1944年）就发生在此，当时澳大利亚军和日本军在山区内进行战斗。